# Goatman (leyenda urbana)

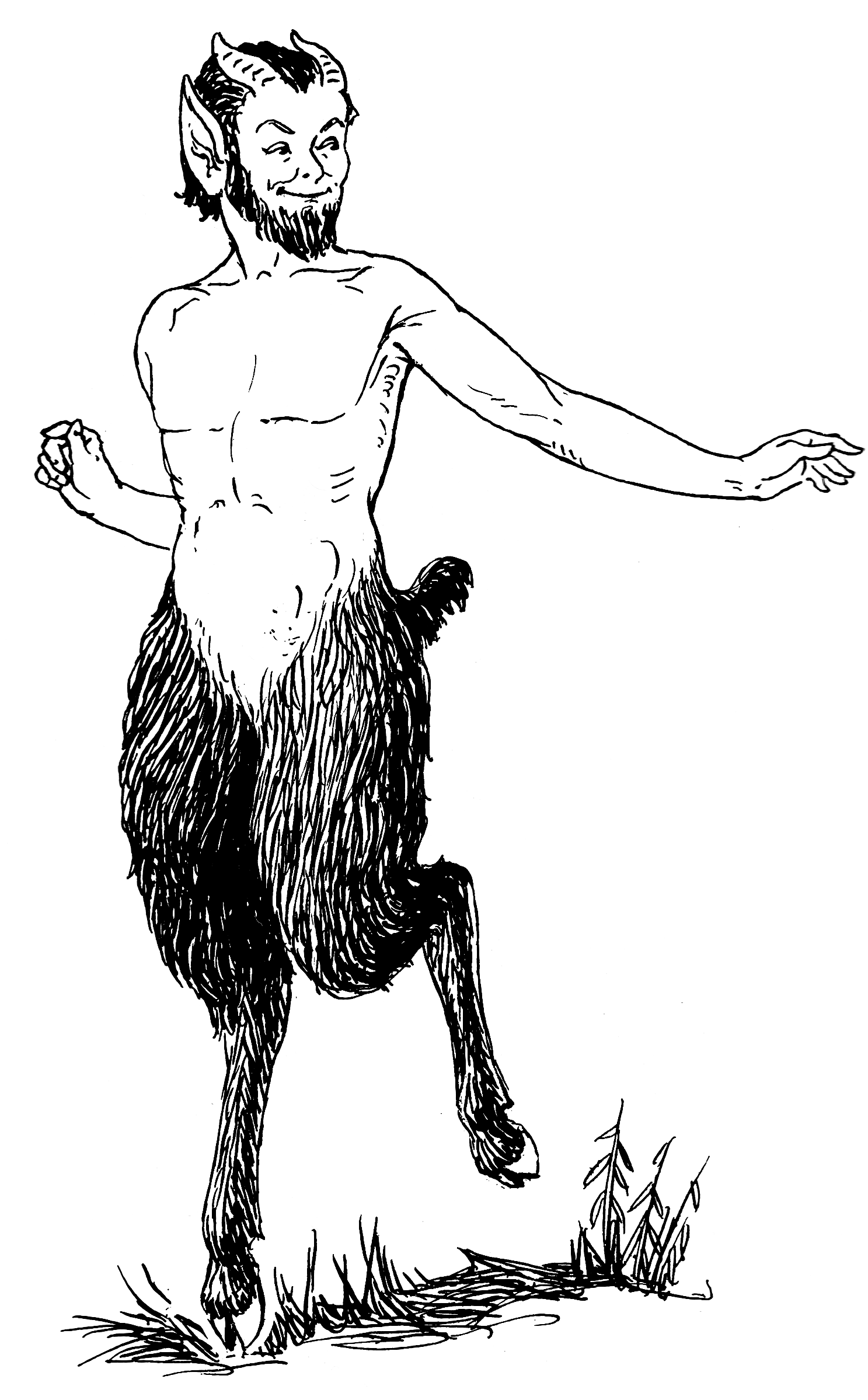
Según los rumores, el Hombre Cabra tenía un aspecto similar al del mítico fauno.

Según la leyenda urbana, Goatman es una criatura parecida a un híbrido humano-caprino a la que a menudo se atribuyen muertes caninas y que supuestamente se refugia en los bosques del condado de Prince George, Maryland, Estados Unidos.

## Historia
En mayo de 1971, George Lizama, estudiante de la Universidad de Maryland, realizó un trabajo sobre el Hombre Cabra que posteriormente se incorporó a los Archivos de Folklore de Maryland. En el trabajo de Lizama, se decía que el Hombre Cabra se encontraba en Tucker Road, en Clinton, Maryland. Más tarde ese mismo año, la reportera Karen Hosler descubrió el proyecto de Lizama en los Archivos del Folklore de Maryland e informó sobre él en el Prince George’s County News en octubre de 1971, situando esta vez al Hombre Cabra cerca de Fletchertown Road en Bowie, Maryland. Además, este informe cubría la teoría de que los orígenes del Hombre Cabra se remontan al Centro de Investigación Agrícola de Beltsville.
Aunque las historias del Hombre Cabra se originaron a principios de la década de 1970, algunas de sus leyendas se sitúan en la década de 1950, dentro del condado de Prince George, a raíz de las desapariciones y/o muertes de múltiples perros, que posteriormente se atribuyeron a la criatura. Sin embargo, dado el estado de los restos, es más probable que las muertes se debieran al paso de trenes. A pesar de las pruebas en contra, las historias sobre la existencia de Goatman siguieron circulando, especialmente entre los estudiantes locales. No eran infrecuentes los grafitis que rezaban "Goatman estuvo aquí", y las fuerzas del orden recibían habitualmente llamadas de avistamientos, aunque en muchos casos se trataba de bromas.
Se solía afirmar que la criatura tenía rostro humano, pero el cuerpo estaba cubierto de pelo. Sin embargo, las descripciones diferían sobre si Goatman se parecía más a un humanoide peludo o a un humano con la parte inferior de una cabra, similar a los faunos de la mitología romana.
Además, se rumoreaba que Goatman residía en un refugio improvisado en la región boscosa del noroeste del condado de Prince George, cerca de las proximidades de Bowie. Ocasionalmente, se rumoreaba que Goatman se aventuraba a salir para matar a un perro o aparecía bruscamente golpeando coches con un hacha.

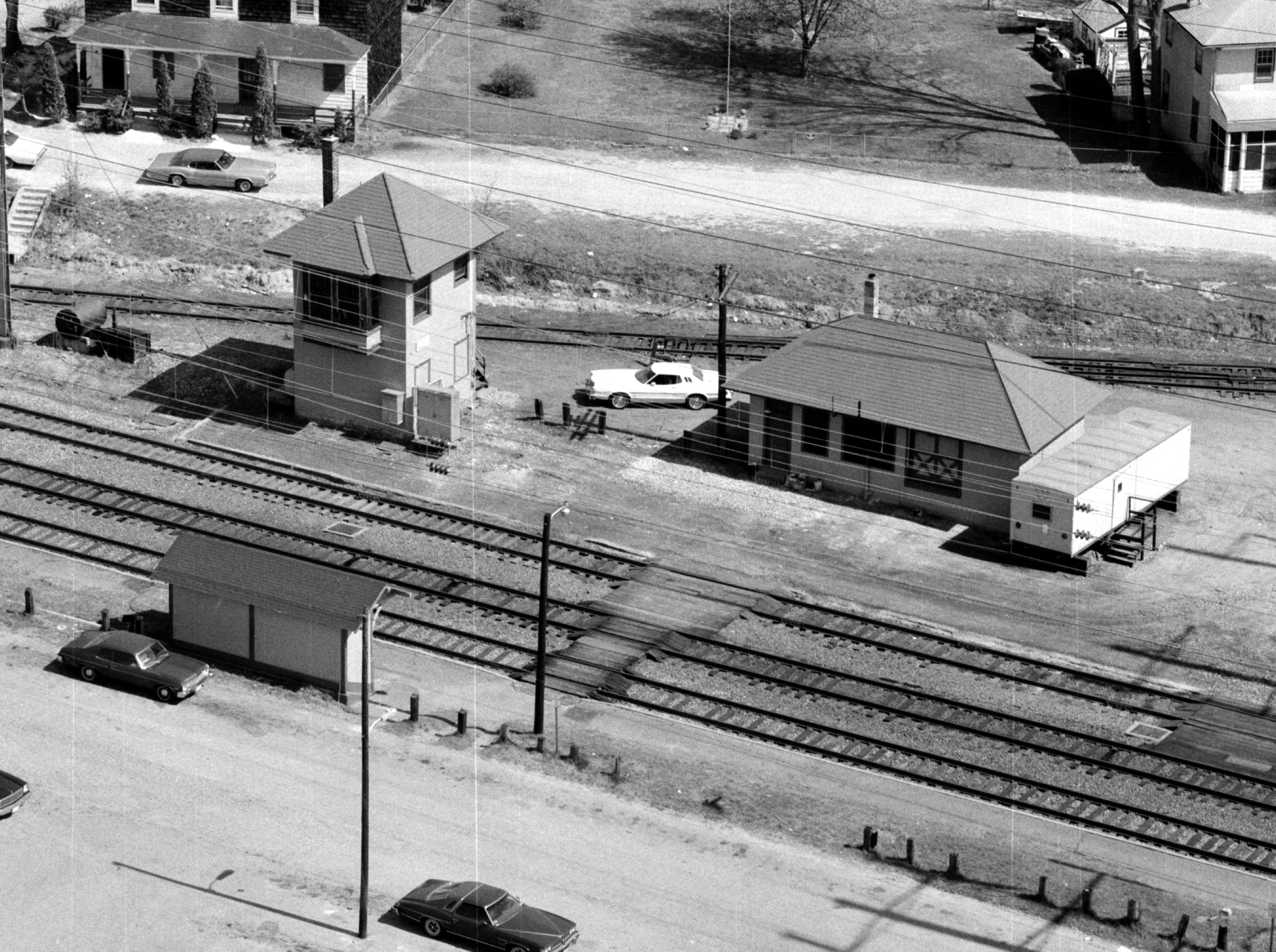
Bowie de 1970, donde se informó de un gran número de avistamientos de Goatman

## Variaciones
Según algunas variantes de la leyenda, se dice que el Hombre Cabra fue una vez un científico que trabajaba en el Centro de Investigación Agrícola de Beltsville. En esta versión, un experimento con cabras sale mal y el científico muta en una criatura mitad hombre, mitad cabra, que empieza a atacar agresivamente a los coches en los alrededores de Beltsville, Maryland. Otra variante de la leyenda sostiene que el propio Hombre Cabra era un viejo ermitaño que vivía en el bosque y al que a menudo se podía ver caminando solo por la noche a lo largo de Fletchertown Road.
Según el folclorista Barry Pearson, de la Universidad de Maryland, la leyenda del Hombre Cabra comenzó hace "mucho, mucho, mucho" tiempo y se popularizó en 1971, cuando los residentes locales culparon al Hombre Cabra de la muerte de un perro. Pearson cuenta que "adolescentes aburridos" mantienen viva la leyenda del Hombre Cabra repitiendo la historia y sugiriendo que la criatura ataca a las parejas, frecuentando el carril de los enamorados de la localidad, lo que despierta posteriormente el interés por lugares como Fletchertown Road.